# Inula heterolepis
Inula heterolepis ist eine Pflanzenart aus der Familie der Korbblütengewächse (Asteraceae).

## Merkmale
Inula heterolepis ist ein ausdauernder Halbstrauch, der Wuchshöhen von 12 bis 25 Zentimetern erreicht. Die Blätter sind mehr oder weniger deutlich gekerbt. Die Grundblätter messen 35 bis 50, selten bis 70 × 25 bis 35 Millimeter. Die äußeren Hüllblätter sind stumpf und mehr als halb so lang wie die inneren.
Die Blütezeit reicht von Juni bis Juli.

## Vorkommen
Inula heterolepis kommt im Bereich von Anatolien. im Libanon und der Ägäis vor. Die Art wächst auf Kalkfelsen in Höhenlagen von 0 bis 1200 Metern.

## Belege
1. 1 2 3 4  Ralf Jahn, Peter Schönfelder: Exkursionsflora für Kreta. Mit Beiträgen von Alfred Mayer und Martin Scheuerer. Eugen Ulmer, Stuttgart (Hohenheim) 1995, ISBN 3-8001-3478-0, S. 309.
2. ↑  Werner Greuter (2006+): Compositae (pro parte majore). – In: W. Greuter & E. von Raab-Straube (Hrsg.): Compositae. Euro+Med Plantbase - the information resource for Euro-Mediterranean plant diversity. Datenblatt Inula heterolepis In: Euro+Med Plantbase - the information resource for Euro-Mediterranean plant diversity.